# 宋君榮

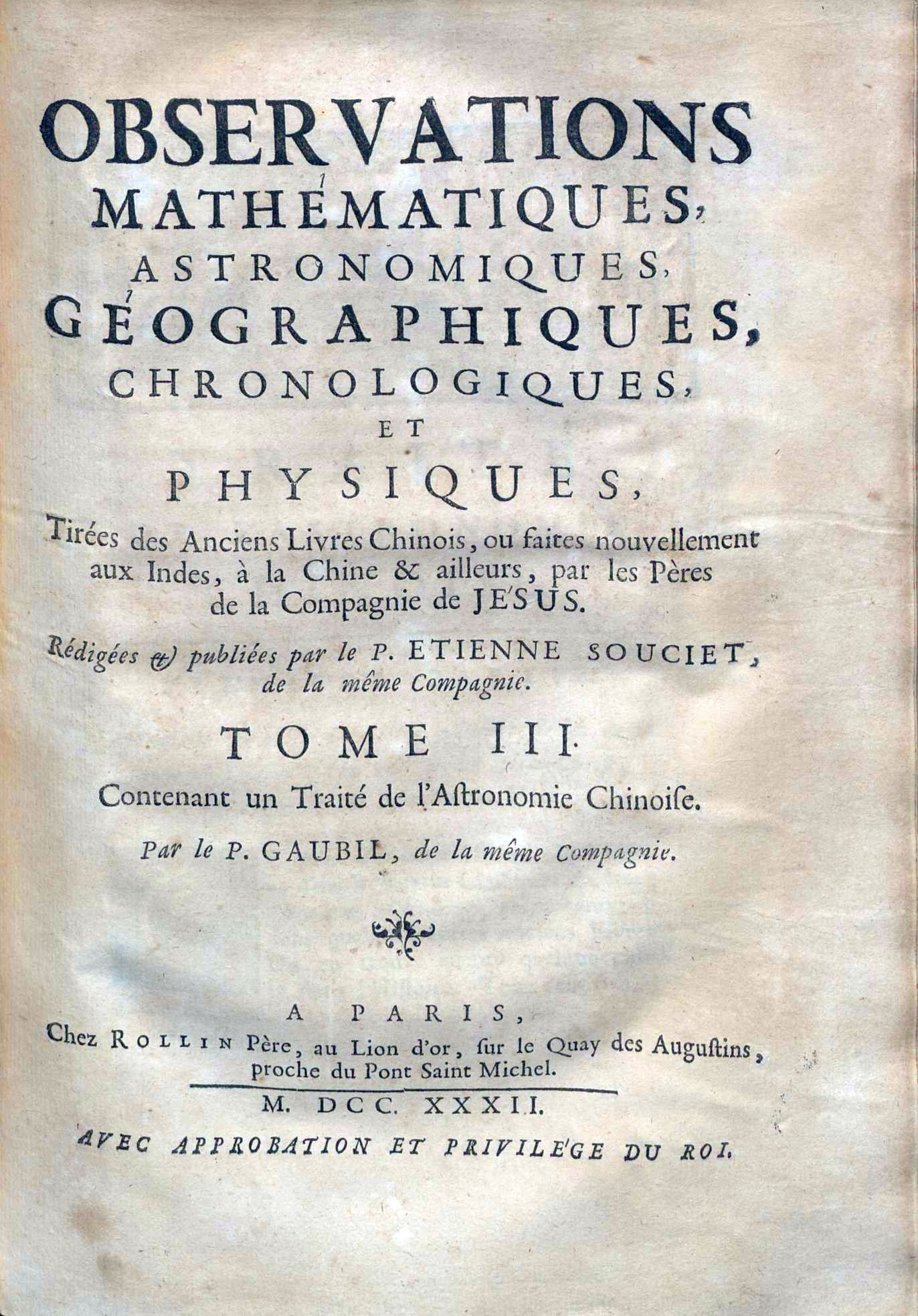
宋君荣（Antoine Gaubil）《中国纪年论》（Traité de l'astronomie chinoise）封面，1732年出版

宋君榮（西方舊作Sun Kiun-yung，1689年7月14日—1759年7月24日），原名安托萬·高比爾，法國耶穌會傳教士、天文學家、史學家、語言學家。

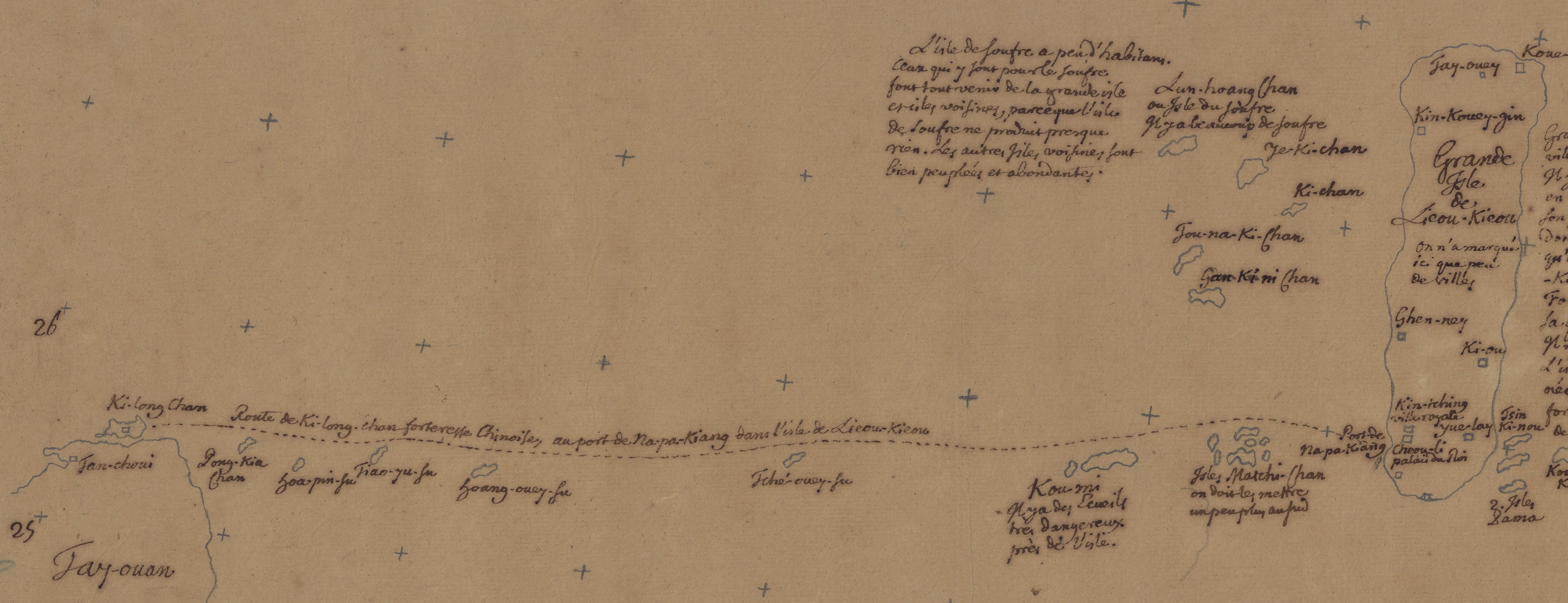
宋君榮1752年繪中國藩屬琉球群島圖

生於法國南部盖亚克的貴族家庭，少年進入耶穌會學習，1723年到達中國傳教。在北京居住36年，成為影響卓著的漢學家，關於中國的著作和譯作超過80種，其中《成吉思汗及蒙古史》（1739年）、《大唐史纲》及所附《中国纪年论》（1749年）等在歐洲評價甚高。